# Głowica bojowa

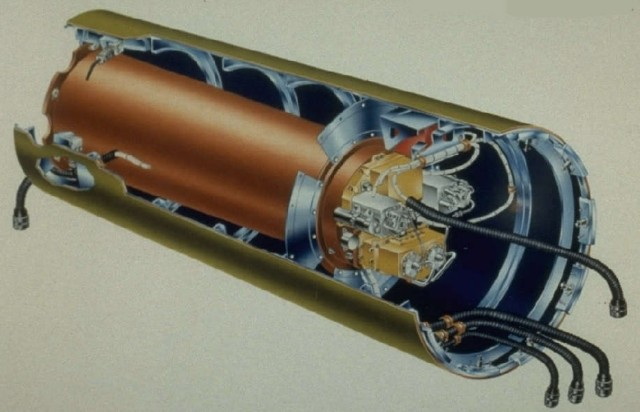
Przekrój amerykańskiej głowicy jądrowej W85

Głowica bojowa – ładunek bojowy, zwykle wybuchowy, wraz z detonatorem przenoszony przez pocisk rakietowy, artyleryjski, bombę lub torpedę. Pojęcie to często używane jest w odróżnieniu od głowic ćwiczebnych, bądź testowych, używanych w celach szkoleniowych lub testowych danego rodzaju broni.

## Klasyfikacja
W zależności od zastosowanego ładunku głowice można podzielić na:
- konwencjonalne – wypełnione zwykłym materiałem wybuchowym[1];
- jądrowe – niszcząca cel ładunkiem jądrowym, wyzwalającym energię w drodze wybuchu jądrowego[2];
- chemiczne[1];
- biologiczne[1];
- ze środkiem promieniotwórczym – przeznaczona do skażenia terenu materiałem radioaktywnym[1].

W zależności od rodzaju działania dzieli się je na odłamkowe (rażące fragmentami skorupy), burzące (niszczące energią wybuchu zawartego w niej materiału wybuchowego), kumulacyjne itp.
Odrębnym rodzajem głowicy bojowej, jest głowica uderzeniowa hit-to-kill, instalowana głównie w pociskach rakietowych służących do zwalczania celów powietrznych oraz rakietowych. Ta nie wybuchająca głowica, niszczy swój cel taranując go.
Detonatory stosowane w głowicach bojowych dzielimy na:
- uderzeniowe – eksplozja następuje przy kontakcie z celem
- zbliżeniowe – eksplozja następuje w określonej odległości od celu
- czasowe – eksplozja następuje po upływie określonego czasu
- wysokościowe i głębinowe – eksplozja następuje na określonej wysokości w powietrzu lub określonej głębokości w wodzie